# Pavel Všianský
Pavel Všianský (* 1947) je bývalý český hokejový útočník.

## Hokejová kariéra
V československé lize hrál za TJ Gottwaldov a během vojenské služby za Duklu Jihlava. S Duklou Jihlava získal v roce 1967 mistrovský titul. V nižší soutěži hrál i za TJ TŽ Třinec a SHK Hodonín.

## Klubové statistiky
| Sezona    | Klub              | Soutěž  | Základní část | Základní část | Základní část | Základní část | Základní část |
| Sezona    | Klub              | Soutěž  | Z             | G             | A             | B             | TM            |
| --------- | ----------------- | ------- | ------------- | ------------- | ------------- | ------------- | ------------- |
| 1965/1966 | TJ Gottwaldov     | 1. liga | 6             | 1             | 0             | 1             | -             |
| 1966/1967 | Dukla Jihlava     | 1. liga | 1             | -             | -             | -             | -             |
| 1968/1969 | TJ Gottwaldov     | 1. liga | 13            | 1             | 0             | 1             | -             |
| 1969/1970 | TJ TŽ Třinec      | 2. liga | -             | -             | -             | -             | -             |
| 1970/1971 | TJ TŽ Třinec      | 2. liga | -             | -             | -             | -             | -             |
| 1971/1972 | TJ TŽ Třinec      | 2. liga | -             | -             | -             | -             | -             |
| 1972/1973 | TJ TŽ Třinec      | 2. liga | -             | -             | -             | -             | -             |
| 1973/1974 | TJ TŽ Třinec      | 3. liga | -             | -             | -             | -             | -             |
| 1974/1975 | TJ TŽ Třinec      | 3. liga | -             | -             | -             | -             | -             |
| 1975/1976 | TJ Slovan Hodonín | 3. liga | -             | -             | -             | -             | -             |